# Alberto Ballerini
Alberto Ballerini (Buenos Aires, 1886 - Ibidem, 29 de enero de 1952) fue un productor, director y autor teatral, traductor, notable actor cómico y empresario argentino. Fue esposo de la primera actriz Blanca Podestá.

## Carrera
Siendo niño, Ballerini, vende billetes de lotería por las calles y, ya de joven, se emplea en los Ferrocarriles Oeste, de Buenos Aires.
Fue un prestigioso actor con una gran reputación en el ambiente escénico, que incursionó  en pleno apogeo cinematográfico argentino, al lado de figuras como Nelo Cosimi, Amelia Senisterra, Ricardo Passano, Blanca Vidal.
En 1941 publicó un libro de anécdotas y recuerdos teatrales.

## Filmografía
- 1925: Manuelita Rosas
- 1943: Capitán Veneno

## Teatro
Ballerini dio sus primeros pasos en el escenario del "Circo Saporito".
En 1898 formó  parte del primera revista criolla titulada Ensalada Criolla, bajo la Compañía Podestá, junto con María Esther Podestá, Herminia Mancini, Guido Protti, Pablo Podestá y Luis Vittone, entre otros.
Hizo exitosas temporadas en los Teatros Smart (1924) y Cervantes, de los que fue empresario. Luego de varias décadas sobre las tablas, decide abandonarla para dedicarse a la dirección de su Compañía Blanca Podestá.
En 1908 dirigió en la localidad de Necochea una la compañía junto con Arturo Mario la obra, Los políticos.
Luego integró la Compañía de Jerónimo Podestá y Luis Vittone en el Teatro Nacional, junto con actores como Blanca Podestá, Olinda Bozán, Orfilia Rico, José Gómez y Florencio Parravicini.
En 1927 fue el autor junto con Eduardo R. Rossi de la evocación de Camila O' Gorman.
En el Smart formó la Compañía Podestá - Pomar - Ballerini, junto con su esposa y el actor Segundo Pomar, estrenando la obra, El amor a la americana, en 1931.
Compartió escenario con maestros del drama y la comedia como Pepe Arias, Florencio Parravicini, Enrique Serrano, Leopoldo Simari, Enrique de Rosas y Salvador Rosich.
Fue el autor de El cantor de Buenos Aires, con Enrique Cadícamo.
Se recuerdan las obras:
- El pan amargo
- Locos de verano
- Círculo de flores
- La vida inútil
- Rezagos de la pampa
- Margarita silvestre
- Flor de un día y espinas de una flor
- El barrio de las ranas
- Entre bueyes no hay cornadas
- Jettatore
- Su última broma: ¡irse!
- Un gran incendio
- El ciruja
- Siripo

En Vieux París se realizó  un merecido homenaje al actor.

## Vida privada
Estuvo casado desde 1910 hasta su muerte en 1952 con la primera actriz Blanca Podestá, con quien dirigió y compartió varios proyectos artísticos. Encabezaron la Compañía y empresa del Teatro Inteligente que luego se bautizo con el nombre de su esposa.